# Светец
Свете́ц (свети́ло, свети́льник, свети́льня, свети́льно, све́тыч, светы́ч) — металлическое, из кованого железа, или деревянное (с металлическим верхом) приспособление для укрепления горящей лучины, представлявший собой стержень с двумя и более «рожками»-развилками, в которых укреплялись горящие лучины. В русском крестьянском быту сохранялся вплоть до начала XX века.

## Описание
Наиболее ранние археологические находки металлических светцов, обнаруженных во время раскопок в Старой Ладоге, датируются X веком. Первоначально светец представлял собой небольшое изделие вилообразной формы, что позволяло без помех переносить её с места на место. Впоследствии количество «вилок»-развилок стало увеличиваться, соответственно, появилась возможность освещать обширные по величине горницы. Светец с лучиной, как правило, устанавливался напротив печи. Площадь освещения, даваемая светцом и лучиной, была небольшой, поэтому в тёмное время суток рядом с работающими людьми зажигали несколько светцов. По праздникам для лучшего освещения в светец вставлялось несколько лучин.
Светцы отличались многообразием форм и различной величиной. Существовало несколько разновидностей светцов. Напольные и настольные светцы обладали деревянной или металлической подставкой круглой формы; ножки напольных светцов достигали в высоту 1 м и более, в то время как настольные были короткими, с донцем, как у прялки. Такие короткие светцы клались на лавку, а донце использовали как сиденье. Напольные светцы обладали массивной подставкой. У настенных светцов был острый конец, благодаря которому его можно было вбить в деревянный столбик или прямо в стену дома. Также использовались подвесные светцы на несколько лучин, которые подвешивались над столом на цепочке, прикреплённой к полке рядом с окном. Светец обычно дополнялся внизу приклепанным тяжелым обручем, позволявшим ему стоять прямо, и для защиты от пожаров ставился в корытца с водой, куда падали угольки от лучины, также вместо воды мог насыпаться песок. Для аналогичных целей пространство стены сруба вокруг настенных светцов обмазывалось глиной.
Вначале простой по своей форме, со временем светец превращается в художественное изделие, изящество и сложность которого зависели только от фантазии и мастерства кузнеца. Так, например, захваты «вилок» завивались в полосы, украшались кованым узором, светцу придавалась форма дерева с разветвлёнными кронами, павлиньего хвоста или перьев жар-птицы. Стали обильно декорироваться и деревянные светцы: их украшали резьбой и росписью. Расписывали деревянные светцы масляными красками или темперой по загрунтованной поверхности, использовались красный, синий, зелёный цвета на жёлтом фоне. Мотивами росписей светцов служили растительный орнамент, изображения птиц-сиринов и двуглавых орлов. Расписывались как и поверхность самих светцов, так и деревянная подставка. Роспись отличалась яркостью. Орнаменты резьбы на светцах повторяли аналогичные и на прялках. Особенно много украшенных светцов было на Русском Севере. Впрочем, подавляющее большинство светцов в русских деревнях были довольно просто устроены. С распространением на селе более совершенных по своему действию осветительных приборов, таких как свечи и керосиновые лампы, светцы, равно как и лучины, вышли из употребления.
Орнаментальный мотив «лучинника» (верхней части светца) характерен для церковных оград и дворцовых окон XVII века.

## В культуре
Светец и лучина — непременные спутники прях, долгое прядение, начавшись осенью, после сбора и подготовки льна и шерсти длилось, как правило, всю зиму, а светец и лучина позволяли работать долгими вечерами. В русской литературе XIX века лучина предстаёт одним из символов деревенского быта.

### Загадки, связанные со светцом и лучиной
- Поставлю — стоит; положу — лежит; дом держит.
- Старый старичок под себя тюрю мнет.
- Стоит Гаврило — замарано рыло.
- Стоит Ермошка на одной ножке, крошит крошатку, ни себе, ни мне, ни другу.
- Стоит Куземка, крошит крошатку — ни себе, ни другу.
- Стоит старец, крошит тюрю в ставец.
- Стоит Трошка на одной ножке, крошит крошки.
- Четыре Василисы в одно место свилися.
- Чурило, закуреное рыло.

## Галерея
- Светец, XVII век
- Светец, XVII—XVIII вв.
- Светец, XIX век
- Английские светцы для лучин, Суррей. Иллюстрация из книги «Old West Surrey» (1904 г.)